# Clan Oda
Pour les articles homonymes, voir Oda (homonymie).

Mon du clan Oda.

Le clan Oda (織田家, Oda-shi) est l'un des plus puissants clans de daimyos de l'époque Sengoku (XVe siècle-XVIe siècle) de l'histoire du Japon. Oda Nobunaga est le plus grand représentant de ce clan, à l'origine de l'unification du Japon.

## Histoire du clan

### Origines
Selon les dires d’Oda Nobunaga, le clan Oda tirerait ses racines du village d’Oda, dans la province d’Echizen, lorsqu’un moine du nom de Taira no Chikazane fuit vers ce village au moment où le clan Minamoto détruit le clan Taira. C’est alors qu’il changea son nom pour Oda Chikazane et commença une nouvelle lignée de prêtres qui prirent le nom du village comme nom de clan.
Le clan Oda fut le vassal du clan Shiba pendant plusieurs siècles, le clan qui avait la plus grande partie d’Echizen sous contrôle. En 1435, le clan Oda reçut le château d'Inuyama grâce à la confiance de Shiba Yoshitake. Le clan était à l’époque déjà shugodai depuis plusieurs générations.

### L’indépendance du clan
À la mort de Shiba Yoshitake en 1452, plusieurs vassaux refusèrent de reconnaître le successeur de Yoshitake, Shiba Yoshitoshi. D’importants clans tels que les Asakura et les Oda soutenaient Shiba Yoshikado. C’est ainsi que le clan Shiba perdit le pouvoir sur ses vassaux qui prirent chacun le contrôle du domaine qui leur était attribué et commencèrent à régner individuellement. La puissance du clan Shiba diminuait à mesure que celle des autres clans, tel que le clan Oda, augmenta. Le clan Oda gagna le contrôle de plus en plus de régions, et ce fut ainsi que la province d’Owari tomba entièrement entre les mains du clan en 1475. Cependant le clan était à cette époque divisé en deux branches rivales, les Oda Ise no Kami de Iwakura et les Oda Yamato no Kami de Kiyosu.

### Le début de l’expansion du clan
Au début du XVIe siècle, le clan Oda était encore toujours divisé en deux branches différentes. Dans la branche la plus faible du clan, les Oda de Kiyosu, naquit en 1510 Oda Nobuhide, fils d’Oda Nobusada. Il devint chef de clan après son père.
En 1534 naquit Oda Nobunaga. Il était le deuxième fils de Nobuhide mais fut considéré comme le véritable héritier du clan car son grand frère, Oda Nobuhiro, n’était pas apte à reprendre le rôle de chef de clan. Il fut donc mis en avant comme un fils illégitime. C’est comme ça que Nobunaga finira par devenir chef.
Dans les années 1540, Oda Nobuhide retint Yamato no Kami Michikatsu et devint ainsi daimyō de l’ère Sengoku avec des ambitions régionales. Oda Nobunaga partit en guerre pour la première fois en 1541, sous le commandement de son père, contre le clan Matsudaira de la province de Mikawa. À la suite de ce conflit, le château d’Anjō tomba entre les mains de Nobuhide. Oda Nobuhide mourut de maladie en 1551 dans le château de Suemori dans la province d’Owari. Après sa mort, quelques doutes sur l’héritier légitime font surface. Mais vu qu’Oda Nobuhiro fut considéré comme un enfant illégitime, Oda Nobunaga saisit sa chance et fut reconnu en 1553 comme successeur légitime d’Oda Nobuhide. Il devint ainsi chef de clan et daimyō.

### Sous le règne de Nobunaga

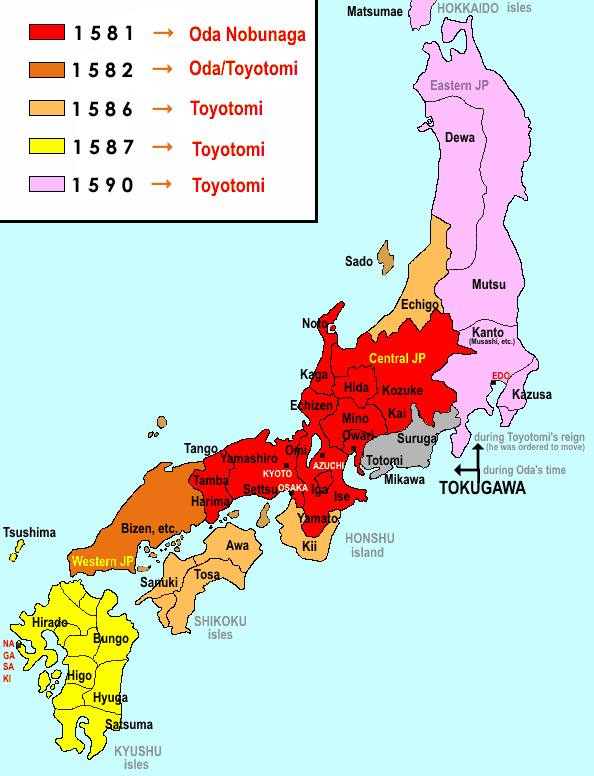
Provinces conquises par le clan Oda et Oda Nobunaga.

Dès que Nobunaga prit le pouvoir, il défia la branche Iwakura du clan Oda pour prendre le contrôle sur la province d’Owari. C’est à ce moment que Nobunaga commença à devenir déraisonnable et inconvenant[pas clair]. Ceci fut la cause du suicide de Hirate Masahide, un serviteur du clan. Un temple fut construit plus tard en son honneur par Nobunaga, sous le nom de Seishu-ji ou Masahide-ji. Un an après que Nobunaga a pris le contrôle du clan Shiba Yoshimune, le shugo d’Owari fut assassiné dans le château de Kiyosu par Oda Nobutomo. Nobutomo faisait partie de la branche Iwakura mais commit ce geste pour soutenir Nobunaga. C’est ainsi qu’il donna le château qu’il conquit à Nobunaga.
En 1556, Oda Nobuyuki, un des plus jeunes frères de Nobunaga, essaya de reprendre le contrôle sur sa famille et son clan, avec l’aide de Shibata Katsuie et Hayashi Hidesada. Il fut néanmoins battu par les partisans de Nobunaga. Il fut gracié pour ses actes de rébellion envers son frère. En 1557, Nobunaga prit possession du château d’Iwakura et sécurisa ainsi en grande partie la province d’Owari. Mais il fut à nouveau défié par un membre de sa famille. C’est ainsi qu’Oda Nobuhiro s’allia avec Saitō Yoshitatsu de la province de Mino. Yoshitatsu était à l’époque déjà poursuivi par Nobunaga depuis un an pour le meurtre de Saito Dosan, le père de Yoshitatsu. Nobunaga découvrit encore une fois ce que son frère avait fomenté mais le gracia à nouveau. Entretemps, Nobuyuki trama un nouveau complot contre son frère mais celui-ci ne réussit pas et il fut cette fois exécuté pour son crime. Cette même année naquit le premier enfant de Nobunaga, à savoir Oda Nobutada.
Imagawa Yoshimoto partit en campagne contre Kyoto. C’est de cette façon qu’il s’introduira dans la province d’Owari et prendra le contrôle des forts de Marume et Washizu avec l’aide des Matsudaira. Nobunaga quitta immédiatement Kiyosu pour les contrer. Malgré une grande supériorité numérique pour les ennemis de Nobunaga, celui-ci remporta la bataille. Après celle-ci, il entama une alliance secrète avec Matsudaira Motoyasu de la province de Mikawa. Un an plus tard, Saito Yoshitatsu mourut, ce qui offrit la chance à Nobunaga de prendre le contrôle sur la province de Mino, en essayant d’anéantir le clan Saito pendant les années suivantes.
Le clan Saito fut démantelé à partir de 1568 et la province de Mino tomba entre les mains de Nobunaga. Il s’établit à Inabayama qu’il renomma Gifu. Son intérêt envers la province d’Ise grandit et fit marier son fils, Oda Nobutaka, avec Kanbe Tomomori de l’ouest d’Ise. Nobutaka prendra ainsi la place dirigeante de la famille Kanbe. Nobunaga partit en campagne contre le clan KitaBatake pour agrandir son contrôle sur Ise. Il mit fin à ce conflit avec la bataille du château d’Anotsu.
À partir de 1570 commencèrent des incursions contre Nobunaga car il défia l’autorité du shōgun, Ashikaga Yoshiaki. C’est ainsi que des conflits contre les clans Asukara et Asai commencèrent. Ces deux clans s’allièrent par ailleurs contre le clan Oda. Après deux ans, ce conflit n’était toujours pas fini et le clan Oda perdit certaines parties des provinces d’Ise et d’Omi. Pourtant cela ne l’empêcha pas d’envoyer Tokugawa Ieyasu en campagne contre le clan Takeda. À la suite de quoi le clan Takeda prit le contrôle du château d’Iwamaru dans la province de Mino et fit prisonnier le cinquième fils de Nobunaga.
Le clan Oda mit fin au shogunat des Ashikaga en 1573 et neutralisa rapidement après ceci les clans Asai et Asakura. Néanmoins tous les ennemis du clan Oda ne furent pas encore neutralisés. Le clan Takeda et les Nagashima-Ikko continuèrent d’attaquer les Oda. Ce qui résultera en 1574 en un massacre de 20 000 hommes, femmes et enfants à Nagashima causé par le clan Oda.
Le clan Takeda pénétra le domaine des Tokugawa en mai 1575 et organisa un siège sur le château de Nagashino. Le clan Oda dirigé par Nobunaga alla aider le clan Tokugawa, ce qui créa une armée commune de 35 000 hommes contre 13 000 soldats pour le clan Takeda sur le champ de bataille ; ce qui aboutit en une victoire écrasante pour l’alliance Oda-Tokugawa. Au même moment, les Ikko de la province d’Echizen dérangèrent le clan Oda mais ces révoltes furent endiguées à la fin de cette même année.
Le clan Oda partit en guerre en 1577 contre le clan Hatano de Tamba et le clan Ishikki de Tajima, car ils avaient tous deux soutenu Ashikaga Yoshiaki contre le clan Oda à l’époque du shogunat Ashikaga. Pendant ce temps, Bessho Nagaharu s’allia avec les Oda et Hashiba Hideyoshi les aida à traverser la région de Chūgoku. À Hokuriku, un ancien allié des Oda, Uesugi Kenshin d’Echigo, se rebella contre Nobunaga, car Kenshin trouva que les Oda avaient violé sa sphère d’influence. Il battit les Oda près de la Tendorigawa à Kaga. Ses actions inspirèrent les rebelles dirigés par Matsunaga Hisahide à partir en guerre contre le clan Oda dans les provinces de Yamato. Le château de Hisahide fut néanmoins attaqué par Oda Nobutada et Tsutsui Junkei, ce qui le poussa à se suicider.
Le château d'Azuchi de la province d’Omi devint la capitale du clan Oda en 1578. Le clan Mori fut battu cette même année après la deuxième bataille de Kizugawaguchi. Uesugi Kenshin, Araki Murashige, seigneur du château d’Itami à Settsu et le clan Bessho se retournèrent tous contre le clan Oda. Le clan Bessho fut attaqué par Hideyoshi sous les ordres d’Oda Nobutada. Kenshin mourut avant d’avoir conquis la province de Kaga, ce qui résulta en une guerre civile entre les membres du clan. Le clan Uesugi ne fut donc plus un problème pour les Oda.
Araki Murashige délaissa le château d’Itami en 1579 à la suite de la perte de deux puissants alliés pour le clan Oda et fuit vers l’ouest pour vivre dans l’ombre pour le reste de sa vie. Oda Nobuo entreprit de sa propre initiative de pénétrer dans la province d’Iga, ce pourquoi il sera réprimandé par son père, Nobunaga. Tokugawa Nobuyasu, fils de Tokugawa Ieyasu, fut également suspecté de trahison envers le clan Oda. Nobunaga l’obligera à se suicider.
Nobunaga rejeta certains de ses alliés à partir de 1581, tels que Sakuma Nobumori, Inaba Ittetsu et Hayashi Hidesada. Hideyoshi prit en même temps le contrôle sur le château de Miki et fit du clan Ukita de la province de Bizen un allié du clan Oda au désavantage du clan Mori. Le pouvoir des Kaga Ikko fut également rompu. Le clan Oda put par la suite mettre plus de pression sur la province d’Etchū et Noto, au moment où celle-ci était sous le contrôle du clan Uesugi. Les Oda réussirent à prendre Noto mais la plus grande partie de la province d’Etchū resta aux mains du clan Uesugi. Nobunaga attaqua néanmoins la province d’Iga et y défit toute résistance.
Le clan Oda prit le château d’Ūzu dans la province d’Etchū en 1582. Ce fut une cuisante défaite pour les Uesugi et cela ouvrit le chemin vers la province Echigo pour une invasion par le clan Oda. Nobunaga coordonna une invasion sur le domaine des Takeda en mai avec l’aide des Tokugawa et des Hōjō. La plus grande partie des survivants du clan Takeda fut exécutée sur les ordres de Nobunaga. Dès son retour à Kyoto, Nobunaga commença à organiser une invasion sur le domaine de Chosokabe sur Shikoku. Le 20 juin de cette année, Oda Nobunaga fut trahi par Akechi Mitsuhide, affaire connue sous le nom de l’incident du Honnō-ji. Avec Oda Nobunaga mourut également son fils Oda Katsunaga pendant qu’Oda Nobutada fut encerclé au château de Nijō et se suicida. Le clan Hōjō saisit l’opportunité pour chasser le clan Oda de Kozuke alors que l’armée des Oda suspendit son avancée dans la province d’Etchū. Une rébellion apparut dans la province de Kai et le gouverneur du clan Oda, Kawajiri Hidekane, fut tué pendant sa fuite. C’est ainsi que commença la chute du pouvoir du clan Oda.

### Après la mort de Nobunaga
Après la mort d’Oda Nobunaga et de son premier fils Nobutada, seigneur de Gifu, lors de l’incident du Honnō-ji (1582), Nobutaka, son deuxième fils, prit le contrôle sur la région de Gifu. Il le fit avec l’aide de Shibata Katsuie pour éviter que Toyotomi Hideyoshi prenne le pouvoir. Shibata Katsuie fut finalement battu pendant la bataille de Shizugatake, ce qui fit perdre son plus puissant allié à Nobutaka. Il fut par la suite battu par son frère, Oda Nobukatsu, et Toyotomi Hideyoshi en 1583. Nobukatsu ne resta néanmoins pas plus longtemps l’allié de Hideyoshi et s’allia avec le futur shōgun, Tokugawa Ieyasu. Il partit en guerre contre Hideyoshi avec Ieyasu dans la campagne de Komaki-Nagakute de 1584. Après une bataille pas vraiment décisive, il devint daimyō de Kiyosu (une grande partie de la province d’Owari et des parties d’Ise).
Il est dit que Nobutaka est le troisième fils de Nobunaga et Nobukatsu le deuxième, mais c’est en vérité l’inverse. Ils sont nés à trois semaines d’intervalle en 1558 mais Nobutaka était le fils d’une concubine de Nobunaga de classe inférieure. C’est pour cela que Nobukatsu reçut priorité dans la généalogie. Il réussit également à recevoir un poste très haut placé auprès de la cour impériale. Il devint ministre de l’Intérieur (naidaijin, 内大臣) en 1587. Il fut par contre exproprié de toutes ses terres par Hideyoshi car il refusa de partir en campagne pour lui. Cette campagne avait pour but de faire des fiefs de toutes les terres abandonnées par Ieyasu. Cela deviendra la campagne d’Odawara de 1590.
Le fils de Nobutada, Oda Hidenobu (1580-1605), devint seigneur d’Azuchi en 1582 et héritier de Nobunaga, comme décidé lors de la conférence de Kiyosu. Hidenobu devint en 1590 daimyō d’un domaine de 135 000 koku. Il fut baptisé comme chrétien en 1595 et devint fervent défenseur du catholicisme, à la suite de quoi tout son domaine dut devenir catholique. Durant le grand conflit de 1600, il se tourna contre Tokugawa Ieyasu et lui fit perdre son château à Gifu à la suite de l’attaque coordonnée par Fukushima Masanori, un allié d’Ieyasu. Cet événement se passa trois semaines avant la bataille de Sekigahara. Hidenobu se fit exproprier de ses terres et c’est ainsi que tomba la branche principale du clan Oda.
Le plus jeune frère de Nobunage, Nagamasu, aussi connu comme le grand maître du thé Oda Uraku, se battit pour Tokugawa Ieyasu lors de la bataille de Sekigahara. Ieyasu donna suite à la victoire un domaine de 30 000 koku dans la région de Settsu et de Yamato. Ses descendants furent daimyōs de Yamato jusqu’à la fin de l’ère Edo. Nobukatsu reçu en 1615 un domaine de 50 000 koku à Matsuyama dans la région de Yamato. Ce domaine fut réduit de 20 000 koku deux ans plus tard, ils allèrent à Nobuyoshi[pas clair], fils de Nobukatsu, à Obata dans la province de Kōzuke. Le domaine de Matsuyama fut échangé pour des fiefs par les descendants de Nobukatsu en 1695. Ils reçurent ainsi un domaine de 20 000 koku à Kaibara dans la province de Tamba. Ce domaine était celui du frère de Nobunaga, Oda Nobukane (1543-1614), entre 1598 et 1650. Ce domaine fut en possession du clan Oda jusqu’à la fin de la restauration Meiji en 1868. Une autre partie du clan Oda, les Oda de Obata fut déplacée vers la province de Dewa et, par la suite, à nouveau déplacée deux fois. La première fois en 1767 vers Takahata et vers Tendō en 1830 où ils eurent un domaine de 20 000 koku, ceci jusqu’à l’abolition des domaines féodaux, aussi appelé « système han » en 1871.

## Conflits
Sous le règne de Oda Nobuhide, le clan Oda est attaqué par le Clan Saito. Le clan Oda résiste mais s'alliera aux Saito sous le règne d'Oda Nobunaga.
Oda Nobukatsu remporta une bataille face au clan Tsutsui, ce qui mit fin au pouvoir de ce clan.
- Campagnes de Nobuhide Oda
  - Bataille d'Azukizaka en 1542, le clan Oda remporte une victoire face au clan Imagawa mais celui-ci continue son expansion territoriale.

- Campagnes de Nobunaga Oda
  - Bataille d'Okehazama, le clan Oda vainc le clan Imagawa.
  - Siège du Chōkō-ji, le clan Oda prend le château du clan Rokkaku.
  - Bataille d'Anegawa, le clan Oda aidé par les forces de Ieyasu Tokugawa remportent une victoire face aux forces conjuguées du clan Asai et du clan Asakura.
  - Siège d'Ishiyama Hongan-ji, le clan Oda vainc les Ikkō-ikki.
  - Siège du mont Hiei, le clan Oda remporte une victoire face aux sohei de ce mont.
  - Sièges de Nagashima de 1571 et 1573, le clan Oda est vaincu par les Ikkō-ikki.
  - Siège du château de Hikida, le clan Oda remporte une victoire sur le clan Asakura.
  - Siège du château d'Odani, le clan Oda détruit le clan Asai.
  - Bataille de Nagashino, le clan Oda allié au clan Tokugawa utilise pour la première fois dans l'histoire du Japon des armes à feu. Le clan Takeda, un des plus puissants de l'époque est défait et son expansion stoppée.
  - Siège de Shigisan, le clan Oda vainc le clan Matsunaga.
  - Bataille de Tedorigawa, le clan Oda avec des forces supérieures est néanmoins vaincu par Kenshin Uesugi.
  - Bataille de Temmokuzan, le clan Oda remporte une victoire face au clan Takeda. Le clan Takeda est détruit.
  - Siège d'Uozu, le clan Oda remporte une victoire face au clan Uesugi.

## Composition

### Membres importants

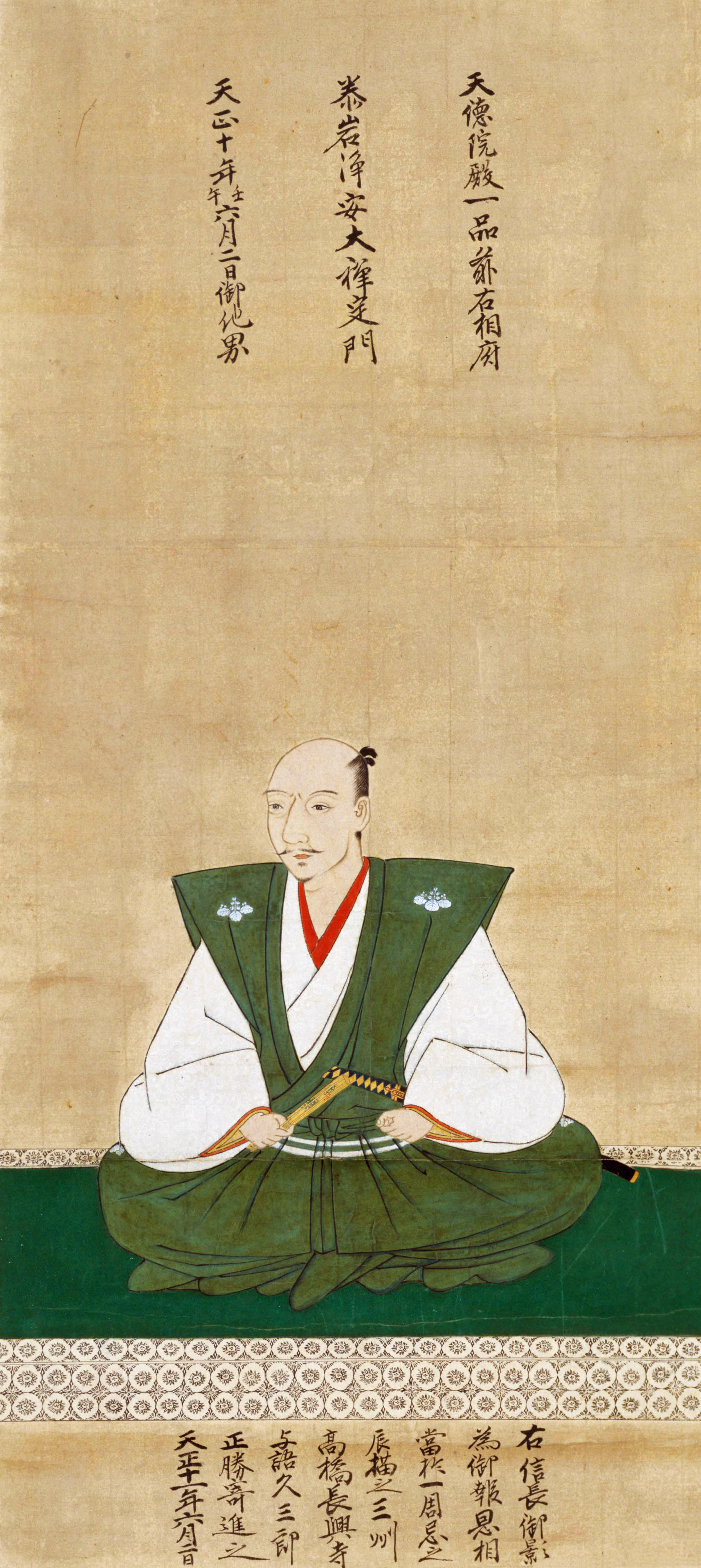
Oda Nobunaga, membre le plus connu du clan.

- Oda Chikazane (vers le XIIe siècle)
- Oda Nobuhide (1510-1551)
- Oda Nobuhiro (décès en 1574)
- Oda Nobunaga (1534-1582)
- Oda Nobuyuki (1536-1557)
- Oda Nobukane (1548-1614)
- Oda Nagamasu (1548-1622)
- Oda Nobuharu (1549-1570)
- Tsuda Nobusumi (1555-1583)
- Oda Nobutada (1557-1582)
- Oda Nobutaka (1558-1583)
- Oda Nobukatsu (1558-1630)
- Oda Hidekatsu (1567-1593)
- Oda Katsunaga (1568-1582)
- Oda Hideo/Hidekatsu (1573-1610)
- Oda Hidenobu (1580-1605)
- Oda Nagamasa (1587-1670)
- Oda Nobutoshi (1853-1901)

### Clans affiliés
- Clan Shibata
- Clan Niwa
- Clan Hashiba
- Clan Akechi
- Clan Sakuma
- Clan Fuwa
- Clan Hayashi
- Clan Hirate
- Clan Maeda
- Clan Sassa
- Clan Takigawa
- Clan Tokugawa

### Obligés notables de Nobunaga
Dans la province d'Owari
- Hirate Masahide
- Hayashi Hidesada
- Naitō Shōsuke
- Sakuma Nobumori
- Murai Sadakatsu
- Hasegawa Hidekazu
- Niwa Nagahide
- Shibata Katsuie
- Kawajiri Hidetaka
- Sakai Masahisa
- Harada Naomasa
- Mori Yoshinari
- Takigawa Kazumasu
- Mizuno Nobumoto
- Toyotomi Hideyoshi
- Hori Hidemasa
- Sassa Narimasa
- Maeda Toshiie
- Sakuma Morimasa
- Yamauchi Kazutoyo
- Yanada Masatsuna
- Hachisuka Masakatsu
- Ōta Gyūichi
- Iio Sadamune
- Ikeda Tsuneoki

Autres
- Takenaka Hanbei
- Kuroda Yoshitaka
- Akechi Mitsuhide
- Ujiie Bokuzen
- Inaba Yoshimichi
- Andō Morinari
- Matsunaga Hisahide
- Kuki Yoshitaka
- Kani Saizō
- Sakuma Nobumori
- Kanamori Nagachika
- Gamō Katahide
- Gamō Ujisato
- Mori Ranmaru
- Asakura Kageakira
- Fuwa Mitsuharu
- Araki Murashige
- Hirate Kiyohide
- Hosokawa Fujitaka
- Ikeda Nobuteru
- Ikoma Ienaga
- Maeda Gen'i
- Tokugawa Ieyasu
- Murai Sadakatsu
- Nakagawa Kiyohide
- Takayama Ukon
- Tsutsui Junkei
- Wada Koremasa
- Asano Nagamasa
- Hachisuka Hikoemon
- Ishida Mitsunari
- Murai Nagato
- Tsutsui Junkei
- Shima Sakon
- Kuroda Kanbei
- Yamanuchi Katsutoyo
- Horio Mosuke
- Kitabatake Toshikatsu
- Maeno Suemon
- Tōdō Takatora
- Okada Shigeyoshi
- Okada Shigetaka
- Aochi Shigetsuna
- Atagi Nobuyasu
- Chō Tsuratatsu
- Endo Taneshige
- Fukutomi Hidekatsu
- Goto Takaharu
- Hachiya Yoritaka
- Hatakeyama Sadamasa
- Hayashi Shinjiro
- Hirate Norihide
- Horiuchi Ujiyoshi
- Ikai Nobusada
- Inaba Masashige
- Kaganoi Shigemochi
- Kanemitsu Masayoshi
- Katō Yoshiaki
- Kotsokuri Tomomasa
- Kyōgoku Takatsugu
- Maeba Yoshitsugu
- Maeda Toshiharu
- Maeno Nagayasu
- Mikumo Shigemochi

### Autres noms importants (généraux au vassaux)
- Maeda Toshiie
- Niwa Nagahide
- Shibata Katsuie

## Châteaux du clan

Château de Nagoya.

Château de résidence
- Château de Kiyosu
- Château de Gifu
- Château de Nagoya
- Château d'Azuchi
- Château de Komakiyama

Châteaux secondaires
- Château de Narumi
- Château de Tsu
- Château d'Iwamura
- Château de Nagahama